# Walter Jestram
Walter Jestram war ein Fußballspieler aus Berlin. Er war für den BFC Germania 1888 und den BTuFC Britannia 1892 aktiv. Noch vor Gründung des Deutschen Fußball-Bundes absolvierte er vier von insgesamt sieben Ur-Länderspielen einer deutschen Auswahlmannschaft.

## Karriere

### Vereine

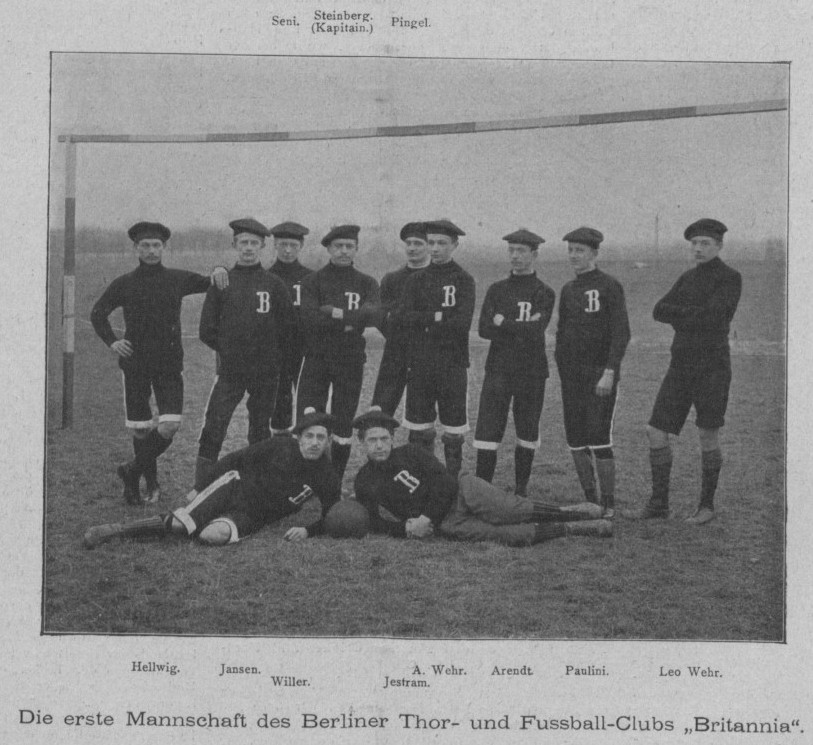
Walter Jestram (liegend unten rechts) als Spieler des Berliner Thor- und Fußballclubs Britannia im Jahre 1898

Jestram, der als einer der besten deutschen Fußballer um die Jahrhundertwende galt, war gemeinsam mit seinen Brüdern Paul, Max und Fritz, einer der Mitbegründer des BFC Germania 1888, dem ältesten bis heute noch bestehenden Fußballverein Deutschlands.
Von 1888 bis 1897 gehörte er dem Verein an, mit dem er zunächst im Bund Deutscher Fußballspieler die Erste ausgetragene Meisterschaft 1891 gewann und für den er in der Saison 1899/1900, der dritten, unter dem Verband Berliner Ballspielvereine (seinerzeit noch unter dem Namen Verband Deutscher Ballspielvereine (VDB) firmierend) ausgetragenen Berliner Fußballmeisterschaft, zum Einsatz kam.
Von 1898 bis 1905 spielte er für den Lokalrivalen BTuFC Britannia 1892, mit dem er zweimal die Berliner Meisterschaft gewann und infolgedessen auch Teilnehmer an der Endrunde um die Deutsche Fußballmeisterschaft 1903 und 1904 gewesen ist. Verlor er mit seiner Mannschaft am 10. Mai 1903 in Berlin noch das Viertelfinalspiel gegen den späteren Deutschen Meister VfB Leipzig mit 1:3, folgte – nach souveränen Siegen mit 6:1 gegen den Karlsruher FV und mit 3:1 gegen den SC Germania von 1887 im Viertel- und Halbfinale – das für den 22. Mai 1904 in Kassel terminierte Finale gegen den amtierenden Meister. Ein Satzungsverstoß des DFB, die Austragung aller Endrundenspiele auf neutralem Platz austragen zu lassen, führte nach der Beschwerde des Karlsruher FV dazu, dass das Finale abgesagt wurde und alle Endrundenspiele annulliert wurden.

### Auswahlmannschaft
Jestram kam als Spieler des BTuFC Britannia 1892 im Städtespiel Wien – Berlin in zwei Vergleichen zum Einsatz. Bei seinem Debüt am 29. Oktober 1899 auf dem WAC-Platz in Wien erzielte er beim 2:0-Sieg das Tor zum 1:0 in der 15. Minute. Auch am 5. März 1905 wirkte er beim 3:1-Sieg im Innenraum der Radrennbahn Friedenau im gleichnamigen Sportpark von Berlin mit.
Er bestritt – außer bei der 0:7-Niederlage gegen eine englische Auswahlmannschaft am 28. November 1899 in Karlsruhe – die beiden mit 7:0 und 2:1 gewonnenen Vergleichswettkämpfe gegen White Rovers Paris und einer Stadtauswahl von Paris am 12. und 13. Dezember 1898. Zudem bestritt er die vier Wettkämpfe gegen eine aus Profis und Amateuren kombinierte englische Auswahlmannschaft. Die beiden am 23. und 24. November 1899 in Berlin und die beiden in London und Manchester ausgetragenen fußballerischen Wettkämpfe, gingen allesamt mit 4:45 Toren verloren.

## Erfolge
- Berliner Meister 1891, 1903, 1904